# Martin Fabisch
Martin Fabisch (* 7. Jänner 1968 in Graz) ist ein österreichischer Politiker (Die Grünen) und seit dem Jahr 2020 Bezirksvorsteher des 8. Wiener Gemeindebezirk Josefstadt.

## Leben
Martin Fabisch wuchs als Jüngster von vier Geschwistern in Ilz, Steiermark auf und absolvierte die Matura 1986 am Bundesgymnasium und Bundesrealgymnasium Fürstenfeld, wo er sich auch in der Schulvertretung engagierte. Anschließend begann er ein Studium der Veterinärmedizin in Wien, um in die Fußstapfen seines Vaters zu treten, wechselte jedoch aufgrund einer Tierhaarallergie auf die Wirtschaftsuniversität Wien, wo er Handelswissenschaften mit Schwerpunkt Internationales Marketing absolvierte und sich politisch kurzzeitig bei einer Basisgruppe engagierte.
Nach dem Studium arbeitete er zuletzt bis 2020 bei der Telekom Austria AG. 
Fabisch ist verheiratet und Vater zweier Kinder.

## Politische Karriere
Martin Fabisch trat im Jahr 2004 den Grünen Josefstadt bei und wurde 2010 in die Bezirksvertretung gewählt. Er engagierte sich insbesondere für die Themen Umwelt und Klimaschutz, Mobilität, Finanzen, öffentlicher Raum und Bürgerbeteiligung.
Nach dem Wahlsieg der Grünen mit 33,59 % bei der Bezirksvertretungswahl 2020 übernahm er als Spitzenkandidat seiner Partei das Amt des Bezirksvorstehers der Wiener Josefstadt.
In seiner ersten Amtszeit wurden 223 neue Bäume gepflanzt, zahlreiche Straßen entsiegelt und neue Mikrofreiräume geschaffen. So wurde etwa die Radachse Pfeilgasse-Zeltgasse-Josefsgasse neugestaltet und mit 60 Bäumen bzw. Sträuchern ausgestattet. Auch die Josefstädter Straße erfuhr unter seiner Amtszeit erstmalig eine Begrünung durch 15 Bäume. Ein zentrales Projekt ist die Neugestaltung des Josef-Matthias-Hauer-Platzes, der bis 2026 mit Sitzgelegenheiten, Begrünung, einem Wasserspiel und Verkehrsberuhigung realisiert werden soll.
Neben Klimaschutz-Maßnahmen setzte Fabisch auf eine stärkere Bürgerbeteiligung: Zwischen 2020 und 2025 gab es zwei bezirksweite Befragungen, durchgeführt von Meinungsforscher Christoph Hofinger.
2024 wurde die "Kulturcard Josefstadt" eingeführt, die den Bewohnern vergünstigten Zugang zu Kultureinrichtungen ermöglicht. Das Gewaltschutzprojekt "StoP – Stadtteile ohne Partnergewalt" wurde 2025 im Bezirk etabliert.
Im Dezember 2024 wurde Fabisch erneut zum Spitzenkandidaten seiner Partei gewählt, die er als „Grüne Josefstadt – Liste Bezirksvorsteher Martin Fabisch“ in die Bezirksvertretungswahl 2025 führt.